# Веселянка (річка)
Веселянка (словац. Veselianka) — річка в Словаччині; права притока Б'єлої Орави. Протікає в окрузі Наместово.
Довжина — 20.5 км; площа водозбору 91.9 км². Витікає в масиві Оравські Бескиди (схил гори Пілско) — на висоті 1285 метрів.
Протікає селами Оравске Веселе і Оравска Ясеніца. Впадає в Б'єлу Ораву на висоті 608 метрів.